# جبل التاج
جبل التاج منطقة سكنية تقع في العاصمة الأردنية عمّان وتعتبر أحد جبال عمّان السبعة المتعارف عليها والتي تكونت منها مدينة عمان. وهي منطقة تقع شمال المدرج الروماني، كان يُطلق عليها في العام 1958 اسم جبل السفارات، إذ كان مخططًا للجبل أن يحتوي سفارات العالم في المملكة الأردنية الهاشمية.
رغم قربه وملاصقته للمدرج الروماني (عمان) إلا أنه لم يعثر فية على آثار قديمة تدل على تاريخه كما هو الحال للجبل المقابل له (جبل القلعة)، يطل جبل التاج من جهة سفحه الغربي على القصور الملكية (قصر رغدان).
من أهم معالم جبل التاج: الحاووز (نسبة إلى حاووز الماء الكبير قديما) وهي منطقة شجرية بها الآن كتيبة لقوات الدرك، وتقاطع غسان وطلوع التاج - عبود (منطقة المطابع ومشاغل صناعة الأزياء الجلدية) حيث بها أول مطابع في الأردن، وحي الطفايلة الذي يضم عشائر الثوابية القادمون من قرى محافظة الطفيلة منذ أربعينيات القرن الماضي، وحي العكارمة الذي يضم عشائر العكارمة الذين قدموا من قرية عين كارم قضاء القدس وحي الكركية والشركس وحي المحاسرة، ومنطقة الشهيد نسبة إلى مسجد الشهيد الذي يعود بناؤه إلى عام 1956 ميلادية حيث هناك سوق التاج الذي يضم محلات الملابس والهدايا والمطاعم وعيادات الأطباء
ومن أشهر المعالم في جبل التاج مدرسة المعتصم الوطنية وهي مدرسة خاصة تأسست منّذ العام 1964 وأسسها الأستاذ نظام المدني وهي باقية حتى يومنا هذا وكذلك مدرسة خالد بن الوليد وعبد الجبار الفقيه ومن أشهر معالم التاج مدرسة الفتح الثانوية للبنين ومرادفتها مدرسة البنات الثانوية (ام المعبد)

## سبب التسمية
تعود تسمية «التاج» على هذا الجبل العريق إلى التاج الملكي، إذ أن موقعه المرتفع جدا والمقابل تماما للقصور الملكية وأنه كان مخطط لبناء السفارات فيه كانت هذه جميعها أسباباً أعطته هذا الاسم الجميل، ويقال بأنه كان هنالك تمثالا كبيرا لتاج الأردن الذهبي مقاما على مثلث الحاووز في أعلى الجبل لعلاقته باسم الجبل.